# Fidena fusca
Fidena fusca är en tvåvingeart som först beskrevs av Carl Peter Thunberg 1827.  Fidena fusca ingår i släktet Fidena och familjen bromsar. Inga underarter finns listade i Catalogue of Life.